# Reina Mundial del Banano 2016
La edición 2016 del Reinado Mundial del Banano se celebró el 24 de septiembre en el marco de la Feria Mundial del Banano en Machala, Ecuador, en el cual 18 candidatas de diferentes países y territorios autónomos compitieron por la corona de dicho certamen de belleza, donde Carolina Rodríguez, Reina Mundial del Banano 2015 de Costa Rica coronó a Ivana Yturbe, representante de Perú como su sucesora.

## Resultados
| Resultados                       | Delegadas                        |
| Reina Mundial del Banano 2016    | - Perú - Ivana Yturbe            |
| Virreina Mundial del Banano 2016 | - Venezuela - Rusbell López      |
| Primera Finalista                | - Costa Rica - Grettel Rodríguez |
| Segunda Finalista                | - Ecuador - Karem Varas          |
| Tercera Finalista                | - Haití - Suzana Sampeir         |

## Premiaciones
| Resultados              | Delegadas                   |
| Miss Opinión            | - Perú - Ivana Yturbe       |
| Miss Fotogénica         | - Venezuela - Rusbell López |
| Miss Amistad Y Simpatía | - Taiwán - Wen Yin Ting     |
| Mejor Traje Típico      |                             |
| Mejor Traje Fantasía    | - Perú - Ivana Yturbe       |
| Voto Popular            | - Perú - Ivana Yturbe       |
| Mejor Rostro            | - Haití - Suzana Sampeir    |
| Miss Turismo Oro Verde  | - Perú - Ivana Yturbe       |

## Candidatas
- 15 candidatas de diferentes países lucharon por la corona de la Reina Mundial del Banano 2016[4]

| País/Territorio | Candidata                         | Residencia          |
| Argentina       | Julieta Bochini                   | Zárate              |
| Brasil          | Dayane Machado Colombo            | Curitiba            |
| Chile           | Paulina Amay Fribarren            | Santiago            |
| Colombia        | Paola Guzmán Ibatá                | Ibagué              |
| Costa Rica      | Grettel Rodríguez Blanco          | Alajuela            |
| Ecuador         | Karem Jassenia Varas Mora         | Babahoyo            |
| El Salvador     | Génesis Margarita Fuentes Bolaños | San Salvador        |
| Guatemala       | Lisa Hayet Francisca Castillo     | Ciudad de Guatemala |
| Haití           | Suzana Sampeur                    | Puerto Príncipe     |
| Honduras        | Jessica Ann Bush Howell           | Utila               |
| México          | Paola Alva Delgado                | Tlaxcala            |
| Nicaragua       | Marian Monserrath Borge           | Managua             |
| Perú            | Ivana Gabriela Yturbe Contreras   | Lima                |
| Taiwán          | Wen Yin Ting                      | Taipéi              |
| Venezuela       | Rusbell Julieth López Rodríguez   | Maracay             |

## Datos acerca de las delegadas
Algunas de las delegadas del Miss Intercontinental 2016 han participado, o participarán, en otros certámenes internacionales de importancia:
- Ivana Yturbe (Perú) participó sin éxito en Teen Universe 2013 en Managua, Nicaragua.
- Suzana Sampeir (Haití) participó sin éxito en el Miss Mundo 2016 en Washington D. C., capital de Estados Unidos.

### Retiros
- Estados Unidos - Merissa Underworld, estaba inscrita en la página oficial del concurso, pero decidió retirarse.
- República Dominicana - Dalila Capote, se esperaba para competir, pero se retiró.